# Weltklasse Zurich 2018
Navigation
Édition précédente Édition suivante
Le Weltklasse Zurich 2018, 90e édition du Weltklasse Zurich, se déroule le 30 août 2018 au Letzigrund de Zurich, en Suisse. Le meeting constitue l'avant-dernière étape et l'une de deux finales de la Ligue de diamant 2018.

## Résultats

### Hommes
| Rang | Athlète                  | Temps   | Points |
| ---- | ------------------------ | ------- | ------ |
|      | Noah Lyles               | 19 s 67 | 8      |
| 2    | Ramil Guliyev            | 19 s 98 | 7      |
| 3    | Jereem Richards          | 20 s 04 | 6      |
| 4    | Aaron Brown              | 20 s 14 | 5      |
| 5    | Álex Quiñónez            | 20 s 34 | 4      |
| 6    | Alex Wilson              | 20 s 40 | 3      |
| 7    | Luxolo Adams             | 20 s 51 | 2      |
| 8    | Nethaneel Mitchell-Blake | 20 s 53 | 1      |

| Rang | Athlète              | Temps   | Points |
| ---- | -------------------- | ------- | ------ |
|      | Fred Kerley          | 44 s 80 | 8      |
| 2    | Nathan Strother      | 44 s 93 | 7      |
| 3    | Matthew Hudson-Smith | 44 s 95 | 6      |
| 4    | Paul Dedewo          | 45 s 18 | 5      |
| 5    | Baboloki Thebe       | 45 s 41 | 4      |
| 6    | Luguelin Santos      | 46 s 17 | 3      |
| 7    | Pieter Conradie      | 47 s 37 | 2      |
|      | Steven Gardiner      | DNF     | DNF    |

| Rang | Athlète            | Temps              | Points |
| ---- | ------------------ | ------------------ | ------ |
|      | Timothy Cheruiyot  | 3 min 30 s 27      | 8      |
| 2    | Elijah Manangoi    | 3 min 31 s 16      | 7      |
| 3    | Ayanleh Souleiman  | 3 min 31 s 24      | 6      |
| 4    | Abdelaati Iguider  | 3 min 31 s 59 (SB) | 5      |
| 5    | Brahim Kaazouzi    | 3 min 33 s 82      | 4      |
| 6    | Aman Wote          | 3 min 34 s 05      | 3      |
| 7    | Filip Ingebrigtsen | 3 min 33 s 13      | 2      |
| 8    | Samuel Tefera      | 3 min 37 s 49      | 1      |

| Rang | Athlète                        | Temps   | Points |
| ---- | ------------------------------ | ------- | ------ |
|      | Kyron McMaster                 | 48 s 08 | 8      |
| 2    | Karsten Warholm                | 48 s 10 | 7      |
| 3    | Yasmani Copello                | 48 s 73 | 6      |
| 4    | Rasmus Mägi                    | 49 s 28 | 5      |
| 5    | Cornel Fredericks              | 49 s 96 | 4      |
| 6    | José Reynaldo Bencosme de Leon | 50 s 01 | 3      |
| 7    | Bershawn Jackson               | 50 s 63 | 2      |
| 8    | TJ Holmes                      | 51 s 39 | 1      |

| Rang | Athlète                | Temps         | Points |
| ---- | ---------------------- | ------------- | ------ |
|      | Conseslus Kipruto      | 8 min 10 s 15 | 8      |
| 2    | Soufiane El Bakkali    | 8 min 10 s 19 | 7      |
| 3    | Evan Jager             | 8 min 13 s 22 | 6      |
| 4    | Chala Beyo             | 8 min 15 s 85 | 5      |
| 5    | Nicholas Kiptanui Bett | 8 min 19 s 74 | 4      |
| 6    | Abraham Kibiwott       | 8 min 23 s 60 | 3      |
| 7    | Hillary Bor            | 8 min 26 s 04 | 2      |
| 8    | Leonard Kipkemoi Bett  | 8 min 27 s 18 | 1      |

| Rang | Athlète                 | Marque                   | Points |
| ---- | ----------------------- | ------------------------ | ------ |
|      | Luvo Manyonga           | 8,36 m (vent : +0,3 m/s) | 8      |
| 2    | Ruswahl Samaai          | 8,36 m (vent : −0,2 m/s) | 7      |
| 3    | Henry Frayne            | 8,16 m (vent : +1,2 m/s) | 6      |
| 4    | Tajay Gayle             | 8,15 m (vent : −0,7 m/s) | 5      |
| 5    | Jeff Henderson          | 8,11 m (vent : −0,2 m/s) | 4      |
| 6    | Marquis Dendy           | 8,09 m (vent : +0,3 m/s) | 3      |
| 7    | Thobias Nilsson Montler | 7,97 m (vent : −0,8 m/s) | 2      |
| 8    | Huang Changzhou         | 7,94 m (vent : +0,3 m/s) | 1      |

| Rang | Athlète        | Marque             | Points |
| ---- | -------------- | ------------------ | ------ |
|      | Tomas Walsh    | 22,60 m (DLR / MR) | 8      |
| 2    | Darrell Hill   | 22,40 m (SB)       | 7      |
| 3    | Ryan Crouser   | 22,18 m            | 6      |
| 4    | Darlan Romani  | 21,94 m            | 5      |
| 5    | Tomáš Staněk   | 21,87 m (SB)       | 4      |
| 6    | David Storl    | 21,33 m            | 3      |
| 7    | Michal Haratyk | 21,23 m            | 2      |
| 8    | Ryan Whiting   | 20,56 m            | 1      |

| Rang | Athlète          | Marque       | Points |
| ---- | ---------------- | ------------ | ------ |
|      | Andreas Hofmann  | 91,44 m      | 8      |
| 2    | Magnus Kirt      | 87,57 m      | 7      |
| 3    | Thomas Röhler    | 85,76 m      | 6      |
| 4    | Neeraj Chopra    | 85,73 m      | 5      |
| 5    | Marcin Krukowski | 85,32 m (SB) | 4      |
| 6    | Julian Weber     | 83,68 m      | 3      |
| 7    | Jakub Vadlejch   | 81,58 m      | 2      |
| 8    | Gatis Čakšs      | 78,13 m      | 1      |

### Femmes
| Rang | Athlète                        | Temps   | Points |
| ---- | ------------------------------ | ------- | ------ |
|      | Murielle Ahouré                | 11 s 01 | 8      |
| 2    | Dina Asher-Smith               | 11 s 08 | 7      |
| 3    | Marie-Josée Ta Lou             | 11 s 10 | 6      |
| 4    | Mujinga Kambundji              | 11 s 14 | 5      |
| 5    | Dafne Schippers                | 11 s 15 | 4      |
| 6    | Michelle-Lee Ahye              | 11 s 27 | 3      |
| 7    | Carina Horn                    | 11 s 54 | 2      |
| DQ   | Blessing Okagbare-Ighoteguonor | DQ      | 1      |

| Rang | Athlète            | Temps         | Points |
| ---- | ------------------ | ------------- | ------ |
|      | Caster Semenya     | 1 min 55 s 27 | 8      |
| 2    | Ajee Wilson        | 1 min 57 s 86 | 7      |
| 3    | Natoya Goule       | 1 min 58 s 49 | 6      |
| 4    | Habitam Alemu      | 1 min 58 s 63 | 5      |
| 5    | Raevyn Rogers      | 1 min 59 s 05 | 4      |
| 6    | Francine Niyonsaba | 1 min 59 s 11 | 3      |
| 7    | Selina Büchel      | 2 min 0 s 64  | 2      |
| 8    | Rababe Arafi       | 2 min 2 s 81  | 1      |

| Rang | Athlète                     | Temps               | Points |
| ---- | --------------------------- | ------------------- | ------ |
|      | Hellen Obiri                | 14 min 38 s 39      | 8      |
| 2    | Sifan Hassan                | 14 min 38 s 77      | 7      |
| 3    | Senbere Teferi              | 14 min 40 s 97      | 6      |
| 4    | Caroline Chepkoech Kipkirui | 14 min 43 s 96 (SB) | 5      |
| 5    | Agnes Jebet Tirop           | 14 min 44 s 24      | 4      |
| 6    | Genzebe Dibaba              | 14 min 50 s 24      | 3      |
| 7    | Letesenbet Gidey            | 14 min 57 s 52      | 2      |
| 8    | Lilian Kasait Rengeruk      | 15 min 3 s 11       | 1      |

| Rang | Athlète          | Marque  | Points |
| ---- | ---------------- | ------- | ------ |
|      | Dalilah Muhammad | 53 s 88 | 8      |
| 2    | Shamier Little   | 54 s 21 | 7      |
| 3    | Janieve Russell  | 54 s 38 | 6      |
| 4    | Georganne Moline | 55 s 00 | 5      |
| 5    | Eilidh Doyle     | 55 s 05 | 4      |
| 6    | Lea Sprunger     | 55 s 36 | 3      |
| 7    | Sage Watson      | 55 s 57 | 2      |
| 8    | Wenda Nel        | 57 s 23 | 1      |

| Rang | Athlète                    | Marque | Points |
| ---- | -------------------------- | ------ | ------ |
|      | Mariya Lasitskene          | 1,97 m | 8      |
| 2    | Yuliya Levchenko           | 1,94 m | 7      |
| 3    | Marie-Laurence Jungfleisch | 1,90 m | 6      |
| 4    | Erika Kinsey               | 1,85 m | 5      |
| 5    | Oksana Okuneva             | 1,85 m | 4      |
| 6    | Sofie Skoog                | 1,85 m | 3      |
| 7    | Levern Spencer             | 1,85 m | 2      |
| 8    | Kateryna Tabashnyk         |        | 1      |

| Rang | Athlète                | Marque                    | Points |
| ---- | ---------------------- | ------------------------- | ------ |
|      | Ekateríni Stefanídi    | 4,87 m small>(SB)>/small> | 8      |
| 2    | Sandi Morris           | 4,82 m                    | 7      |
| 3    | Anzhelika Sidorova     | 4,82 m                    | 6      |
| 4    | Holly Bradshaw         | 4,57 m                    | 5      |
| 5    | Katie Nageotte         | 4,57 m                    | 4      |
| 6    | Nikoleta Kiriakopoulou | 4,57 m                    | 3      |
| 7    | Ninon Guillon-Romarin  | 4,57 m                    | 2      |
| 8    | Angelica Moser         | 4,42 m (SB)               | 1      |

| Rang | Athlète           | Marque  | Points |
| ---- | ----------------- | ------- | ------ |
|      | Caterine Ibarguen | 14,56 m | 8      |
| 2    | Shanieka Ricketts | 14,55 m | 7      |
| 3    | Kimberly Williams | 14,47 m | 6      |
| 4    | tori Franklin     | 14,17 m | 5      |
| 5    | Rouguy Diallo     | 14,15 m | 4      |
| 6    | Kristin Gierisch  | 14,06 m | 3      |
| 7    | Gabriela Petrova  | 14,04 m | 2      |
| 8    | Ana Peleteiro     | 13,76 m | 1      |

| Rang | Athlète              | Marque       | Points |
| ---- | -------------------- | ------------ | ------ |
|      | Tatsiana Khaladovich | 66,99 m      | 8      |
| 2    | Liu Shiying          | 66,00 m      | 7      |
| 3    | Kara Winger          | 64,75 m (SB) | 6      |
| 4    | Lyu Huihui           | 63,53 m      | 5      |
| 5    | Nikola Ogrodníková   | 62,99 m      | 4      |
| 6    | Martina Ratej        | 60,86 m      | 3      |
| 7    | Sigrid Borge         | 59,57 m      | 2      |
| 8    | Géraldine Ruckstuhl  | 56,07 m      | 1      |

## Légende
Records et Performances
- AR : Record continental (area record)
- CR : Record des championnats (championship record)
- MR : Record du meeting (meet record)
- NR : Record national (national record)
- OR : Record olympique (olympic record)
- PR : Record paralympique (paralympic record)
- PB : Record personnel (personal best)
- SB : Meilleure performance personnelle de la saison (season's best)
- WL : Meilleure performance mondiale de l'année (world leader)
- WJR : Record du monde junior (world junior record)
- WR : Record du monde (world record)

Circonstances et Conditions
- DNF : N'a pas terminé (did not finish)
- DNS : N'a pas pris le départ (did not start)
- DQ : Disqualification (disqualification)
- NM : Aucun essai valable enregistré (No Mark)
- Q : Qualifié « directement » au prochain tour (ou à la prochaine compétition), lors d'une compétition majeure, grâce au classement ou à la réalisation des minima (automatic qualifier)
- q : Qualifié au prochain tour (ou à la prochaine compétition), lors d'une compétition majeure, grâce au repêchage ou à la réalisation de l'une des meilleures performances parmi celles des « non qualifiés directement » (grâce au meilleur temps ou à la meilleure distance par exemple) (secondary qualifier)